# 长芒鹅观草
长芒鹅观草（学名：Roegneria dolichathera），为禾本科鹅观草属下的一个植物种。